# Jessy Torreele
Jessy Torreele est une joueuse de football belge, née le 17 février 1987 à Louvain (Belgique). 

## Palmarès
- Championne de Belgique (5) : 2004 - 2005 - 2006 - 2007 - 2010
- Vainqueur de la Coupe de Belgique (3) : 2003 - 2004 - 2007
- Doublé Championnat de Belgique-Coupe de Belgique (2) : 2004 - 2007

### Bilan
- 8 titres